# 多帶南美荷蘭魚
多帶南美荷蘭魚（学名：Hollandichthys multifasciatus）為輻鰭魚綱脂鯉目脂鯉亞目脂鯉科的其中一個種，為熱帶淡水魚，分布於南美洲巴西里約熱內盧至Grande do Sul河沿岸流域，體長可達9.6公分，棲息底中層水域，生活習性不明。
其种加词“multifasciatus”意为“多带的”。